# Endura
Endura S.A. — швейцарская компания, выпускающая наручные швейцарские часы под частной торговой маркой. Входит в состав The Swatch Group Ltd.

## История
Компания Endura была основана в 1966 году и является лидером по производству часов под частной торговой маркой. Компания осуществляет всестороннюю поддержку, начиная от проектирования дизайна часов и выпуска прототипа, до производства и сервисного обслуживания.

## Производство
Компания располагает базовым ассортиментом часов, от классических до спортивных и заказчик по своему усмотрению может выбирать цвет и конфигурацию циферблата, наличие ранта, форму стрелок, механизм, кроме того выбрать материал, из которого будут изготовлены часы. Во всех часах Endura стоят механические и кварцевые механизмы компании ETA, которая так же входит в состав Swatch Group.
Endura производит часы для многих известных брендов, например для испанского производителя одежды Mango и американского производителя спортивной одежды Timberland.